# مدرسة طب جامعة لويفيل
مدرسة طب جامعة لويفيل (بالإنجليزية: University of Louisville School of Medicine)‏ هي إحدى الكليات لتدريس الطب في الولايات المتحدة الأمريكية. تقع في مدينة لويسفيل في ولاية كنتاكي الأمريكية. نوع الشهادة الطبية التي يتم تحصيلها هناك هي دكتور في الطب.